# Люеї Дові
Люеї Дові (фр. Lueyi Dovy; нар. 10 листопада 1975) — габонський та французький легкоатлет, який спеціалізувався в бігу на короткі дистанції.

## Спортивні досягнення
Чемпіон світу з естафетного бігу 4×100 метрів (2005).
Бронзовий призер з естафетного бігу 4×100 метрів на чемпіонаті Африки (2000, виступав за Габон).
Бронзовий призер з естафетного бігу 4×100 метрів на Кубку Європи (2005).
Чемпіон Франції з бігу на 100 метрів (2005, 2007).
Чемпіон Франції в приміщенні з бігу на 60 метрів (2002, 2004).